# Халеева комета
Халѐевата комѐта е ярка комета с орбитален период от 75,32 години. Наречена е на астронома Едмънд Халей, който доказва, че кометите, наблюдавани през 1531, 1607 и 1682 година са всъщност една и съща, и предсказва следващото ѝ появяване през 1758 година.
Халеевата комета е една от най-известните комети, която се наблюдава повече от 2000 години. Споменава се в китайски хроники, датиращи поне от 240 г. пр.н.е.
Орбитата на кометата е ретроградна, а инклинацията спрямо еклиптиката е 18°. Последните ѝ приближавания до Слънцето са през 1910 г. и 1986 г. При преминаването от 1986 г. към нея са насочени пет космически сонди – от СССР, Япония и Европейската общност. В програмата за изследване на Халеевата комета се включва и България чрез обсерваторията на връх Рожен.
Ядрото на кометата е с размери приблизително 16 на 8 на 8 километра. Противно на очакванията, то се оказва много тъмно: нейното албедо е само около 0,03 – повърхността на кометата е по-тъмна от въглища и е един от най-тъмните обекти в Слънчевата система. Плътността на ядрото е много ниска – около 0,1 g/cm³. Това сочи, че самото ядро вероятно е поресто и изградено почти изцяло от прах, останал след сублимацията на ледовете. Халеевата комета е почти уникална сред кометите с това, че е едновременно голяма и активна, а и има добре дефинирана, правилна орбита.
Следващото приближаване до Слънцето ще бъде през 2061 година.
Българската поетеса Елисавета Багряна, която вижда преминаването на Халеевата комета и през 1910, и през 1986 г., написва стихотворение, посветено на кометата.
Известният американски писател Марк Твен е роден през 1835, годината през коята минава кометата и умира през 1910, а през тази година също минава кометата. През 1909 той предрича смърта си като казва "Аз дойдох с кометата и ще си тръгна с нея." Той умира от сърдечен удар.  